# Ban Houayxay
Ban Houayxay (laot. ຫ້ວຍຊາຍ) – miasto w Laosie, stolica prowincji Bokéo. Znana również pod nazwą Huay Xai.
Miasto mieści się nad rzeką Mekong. Na przeciwległym brzegu rzeki znajduje się miasto Chiang Khong, które należy do Tajlandii. W tym miejscu rzeka jest granicą pomiędzy Laosem a Tajlandią. Miasta łączy ze sobą jedynie komunikacja promowa. Do Ban Houayxay docierają dwie krajowe drogi. Trzecia jest w budowie. Będzie ona łączyć Laos z Chinami przez granicę w Boten (prowincja Junnan) i z Tajlandią w Louang Namtha.
W Ban Houayxay znajduje się krajowe lotnisko, na którym odbywają się regularne loty do stolicy kraju, Wientianu, i w zależności od okresu do Luang Prabang. Najbardziej popularnymi środkami transportu są jednak łodzie, którymi można popłynąć w dół rzeki Mekong do Pakbeng, Luang Prabang i innych miast.